# Club Sandwich
Pour les articles homonymes, voir Club sandwich.
Pour plus de détails, voir Fiche technique et Distribution.
Club Sandwich (Club Sándwich) est un film mexicain de comédie écrit et réalisé par Fernando Eimbcke, sorti en 2014. 

## Fiche technique
- Titre original : Club Sándwich
- Titre français :
- Titre québécois :
- Réalisation : Fernando Eimbcke
- Scénario : Fernando Eimbcke
- Direction artistique : Eugenio Caballero
- Décors :
- Costumes : Andrea Manuel
- Montage : Mariana Rodríguez
- Musique :
- Photographie : María Secco
- Son :
- Production : Jaime Bernardo Ramos et Christian Valdelièvre
- Sociétés de production : CinePantera
- Sociétés de distribution : Mexique / France : Funny Balloons
- Budget :
- Pays d’origine :  Mexique
- Langue originale : Espagnol
- Format : couleur - 2,35:1 - son Dolby numérique
- Genre : Comédie
- Durée : 82 minutes
- Dates de sortie : 
  - Canada : 7 septembre 2013 (Festival international du film de Toronto)

## Distribution
- Lucio Giménez Cacho : Héctor
- María Renée Prudencio	: Paloma
- Danae Reynaud

## Distinctions
- Festival international du film de Saint-Sébastien 2013 : Coquille d'argent du meilleur réalisateur pour Fernando Eimbcke

### Nominations et sélections
- Festival international du film de Thessalonique 2013